# جوردن فيشر
جوردن فيشر (بالإنجليزية: Jordan Fisher)‏ هو مغني، راقص وممثل أمريكي ولد في 24 أبريل 1994.

## وصلات خارجية
- جوردن فيشر على موقع IMDb (الإنجليزية)
- جوردن فيشر على موقع ألو سيني (الفرنسية)
- جوردن فيشر على موقع ميوزك برينز (الإنجليزية)
- جوردن فيشر على موقع قاعدة بيانات برودواي على الإنترنت (الإنجليزية)
- جوردن فيشر على موقع أول ميوزيك (الإنجليزية)
- جوردن فيشر على موقع ديسكوغز (الإنجليزية)
- جوردن فيشر على موقع قاعدة بيانات الفيلم (الإنجليزية)
- جوردن فيشر على موقع كينوبويسك (الروسية)